# Гагік Мхеян
Гагік Даніелович Мхеян (вірм. Գագիկ  Մխեյան; 2 лютого 1955 — Єреван, Вірменська РСР) — вірменський державний і політичний діяч.

## Біографія
1981 — закінчив Єреванський політехнічний інститут. Інженер-гідротехнік.
1972—1974 — працював на Єреванському кабельному заводі робітником.
1974—1976 — служив у радянській армії.
1976—1981 — технік, інженер на Єреванському кабельному заводі.
1982—1991 — інженер-інспектор відділу капітального будівництва Масиського райвиконкому, завідувач організаційно-інструкторським відділом.
1993—1994 — завідувач відділом допомог соціальної служби Спандарянского району м. Єревана.
1999 — працював радником голови Держкомітету кадастру нерухомого майна при Уряді Вірменії.
1999—2003 рр. — на партійній роботі в «Орінац Еркір».
25 травня 2003 року — голова постійної комісії з соціальних питань, з питань охорони здоров'я та охорони природи НС.
З 2006 — заступник голови партії «Орінац Еркір».